# Унђуровци
Унђуровци су етничка група Бошњака углавном настањена у северном делу Босне и Херцеговине, посебно у долини реке Босне и на подручју Мајевице.

## Историја
Унђуровци потичу од муслиманских избеглица из Панонске низије (Војводине, Славоније, Мађарске), које су се одселиле са тих простора током хабзбуршких освајања крајем 17. и у првој половини 18. века. Њихово име долази од назива Угарска, који се тада употребљавао за један део Панонске низије.
У време када су преци Унђуроваца живели на простору Панонске низије, муслимани су чинили већинско становништво у неким градовима на овом подручју, као што су Митровица (Сремска Митровица), Илок, Ириг, Варадин (Петроварадин), Вршац, Темишвар, а било их је у знатном броју и у Бечкереку (Зрењанин), Вуковару, Сомбору, Тителу, итд.
Већи део османске војске у деловима некадашње Угарске које су освојиле Османлије чинили су Јужни Словени муслиманске и православне вере. Забележено је да се у Будиму са будимским пашом могло разговарати на српском јер „тај језик знају малне сви Турци, а особито војници“.

## Обичаји
Значајнија насеља Унђуроваца имала су урије (општинске утрине) као у Војводини, један или два чордара чували су њихову стоку (чорду - стадо), имућније куће имале су бике (црне биволе), а били су добри воћари. Своје и јуначке песме пратили су уз шаркију.